# Шехаев, Борис Александрович
Борис Александрович Шехаев (1892—1927) — временно исполняющий должность начальника штаба 8-й армии, капитан.

## Биография
Из дворянской семьи, сын чиновника, образование получил в Тамбовской губернской гимназии в 1911, являлся православным. На военную службу поступил вольноопределяющимся 1-го разряда 20 августа 1911 года. Окончил Алексеевское военное училище в 1913. Выпущен в 35-й Сибирский стрелковый полк, младший офицер 2-й роты полка с 2 октября 1913 года. Окончил корпусную офицерскую гимнастическо-фехтовальную школу в 1914. Участник Первой мировой войны, прибыл с полком на театр военных действий 26 ноября 1914 года. Ранен в бою у болота Караска 3 марта 1915 года. Вернулся в полк после эвакуации 29 мая, командир 1-й роты полка с 1 июня 1915. Контужен в бою у деревни Каменки и остался в строю 13 июня 1915 года, снова ранен в бою там же через 3 дня. Вернулся в полк после эвакуации 28 сентября, командовал 1-й ротой с 30 сентября 1915 года. Временно командовал 4-м батальоном с 10 ноября 1915 года. 18 августа 1916 года получил пулевое ранение в левую ступню в бою у местечка Свинюхи. Командир 13-й роты с 1 февраля 1917 года. Начальник пулемётной команды с оставлением командиром роты с 1 марта 1917 года. Командир 2-го батальона с июля 1917 года. Командирован в Академию генерального штаба на ускоренные курсы 2 сентября 1917 года, убыл из академии по семейным обстоятельствам в декабре того же года. Уволен от службы по болезни 1 августа 1918 года, но уже с августа того же года на службе в Красной армии, заведующий отделом Всевобуча Тамбовского уездного военкома. Командирован в штаб 9-й армии в январе 1919, по прибытии командирован в штаб 16-й стрелковой дивизии. 13 февраля назначен помощником начальника штаба дивизии (начальник полевого штаба), в июле назначен начальником штаба этой дивизии. С 18 до 27 ноября 1919 года исполнял должность начальника штаба 8-й армии. Эвакуирован по болезни тифом в декабре того же года. Инструктор спорта при Тамбовском губернском отделе Всевобуча в марте 1920. Начальник канцелярии 1-го Тамбовского полкового округа с апреля 1920. Инструктор для поручений при местном Тамбовском территориальном полковом округе в мае 1920. Начальник штаба 16-й стрелковой дивизии в августе 1920. Начальник дивизии и начальник гарнизона в Казани в 1921. Начальник административного управления войсками Тамбовской губернии в 1921. Начальник штаба войск Карельского района в 1922. Начальник штаба 20-й стрелковой дивизии в 1924. Умер в Ленинграде и похоронен на кладбище Александро-Невской лавры. 3 июня 1927 года исключён из списков РККА.

## Звания
- юнкер рядового звания (1 сентября 1911);
- унтер-офицер (19 августа 1912);
- младший портупей-юнкер (5 декабря 1912);
- подпоручик (6 августа 1913)[1];
- поручик (24 октября 1915)[5];
- штабс-капитан (17 апреля 1916);
- капитан (3 декабря 1917).

## Награды
- орден Красное Знамя РСФСР (приказ РВСР № 40 от 17 марта 1923)[6][7];
- орден Святой Анны II степени;
- орден Святой Анны III степени с мечами и бантом (4 января 1917)[8];
- орден Святой Анны IV степени с надписью за храбрость (20 сентября 1915)[9];
- орден Святого Станислава II, III степеней;
- медаль «В память 100-летия Отечественной войны 1812 года» (26 августа 1912)[1];
- медаль «В память 300-летия царствования дома Романовых» (21 февраля 1913)[1];
- нагрудный знак «За отличную стрельбу из винтовок» III степени (19 июня 1912)[1];
- нагрудный знак «За отличную стрельбу из винтовок» II степени (24 июля 1912)[1];

## Публикации
- Шехаев Б. А. Боевая жизнь 16 Стрелковой Ульяновской имени Киквидзе дивизии. — М., Л.: Госвоениздат, 1926. — 108 с. — (Военно-историческая библиотека).[10]